# Rapljevo
Rapljevo (Duits: Pilpenrein) is een plaats in Slovenië en maakt deel uit van de gemeente Dobrepolje in de NUTS-3-regio Osrednjeslovenska. De plaats telde 61 inwoners op 1 januari 2020.

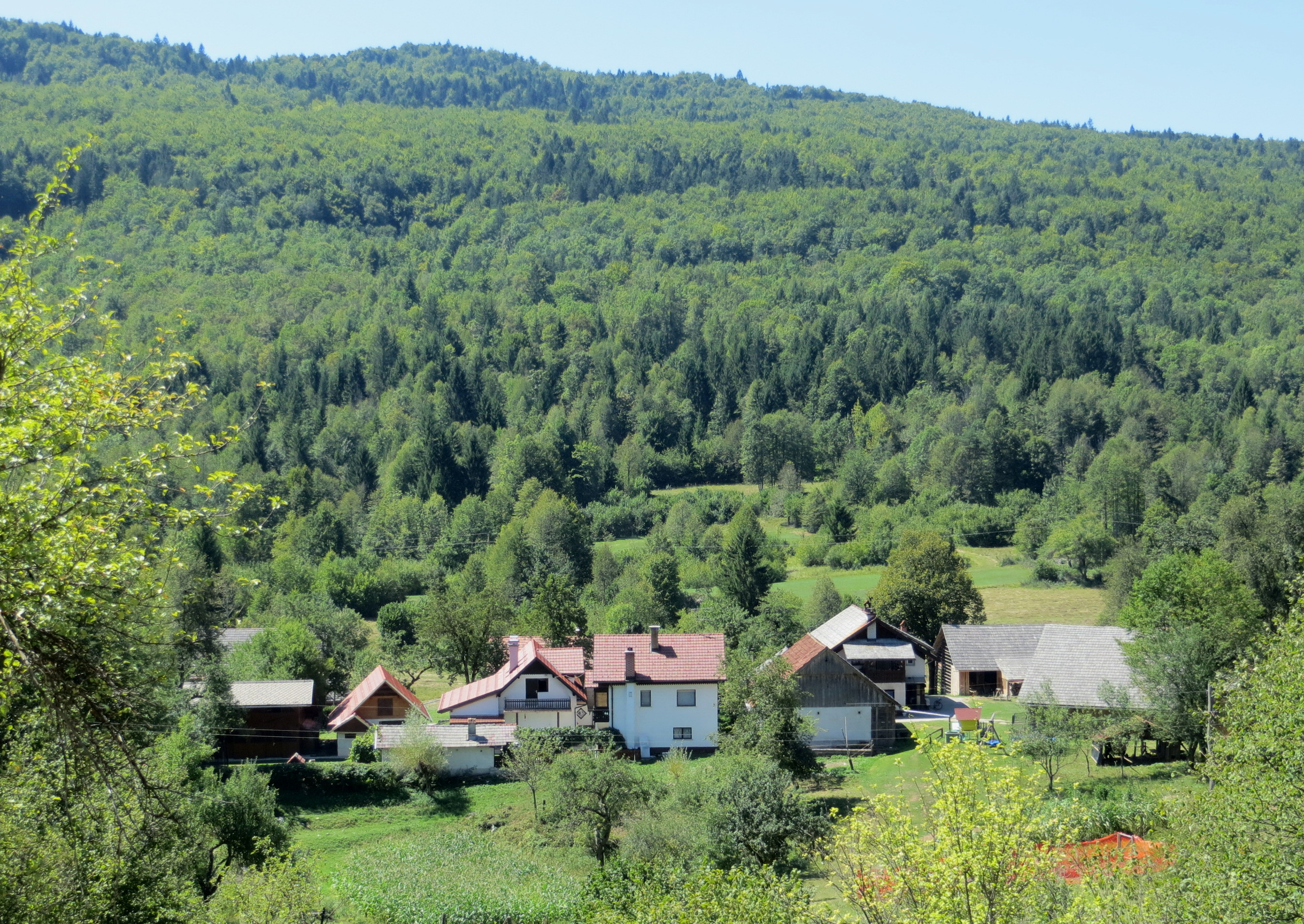
Rapljevo en omgeving